# Hospitacja
Hospitacja – jedna z form sprawowania nadzoru pedagogicznego w szkole lub placówce oświatowej przez dyrektora lub wizytatora i polega na udziale w zajęciach prowadzonych przez hospitowanego nauczyciela. Termin „hospitacja” pochodzi z łacińskiego słowa hospitor – „goszczę kogoś”. Hospitacja służy przede wszystkim obserwacji aktywności i zachowań uczniów na lekcji, spowodowanych określonymi działaniami nauczyciela.

## Cel hospitacji
Celem hospitacji jest uzyskanie informacji do diagnozy lub oceny efektów pracy nauczycieli w zakresie wybranych elementów procesu dydaktycznego, wychowawczego lub opiekuńczego oraz wykonywania innych zadań określonych w statucie szkoły lub placówki. 
Hospitacją obejmuje się całą jednostkę lekcyjną lub jednostkę zajęć. Hospitujący nie może wprowadzać zmian dotyczących tematu lekcji lub innych zajęć i przyjętego przez nauczyciela toku postępowania.